# Luperosaurus corfieldi
Luperosaurus corfieldi är en ödleart som beskrevs av  Maren Gaulke RÖSLER och BROWN 2007. Luperosaurus corfieldi ingår i släktet Luperosaurus och familjen geckoödlor. IUCN kategoriserar arten globalt som otillräckligt studerad. Inga underarter finns listade i Catalogue of Life.